# Historisches Straßenbahndepot St. Peter
Das Historische Straßenbahndepot St. Peter wird vom Verein Freunde der Nürnberg-Fürther Straßenbahn e. V. in Zusammenarbeit mit der Verkehrs-Aktiengesellschaft Nürnberg betrieben und befindet sich im ehemaligen Straßenbahnbetriebshof St. Peter in Nürnberg.

## Historisches Straßenbahndepot St. Peter

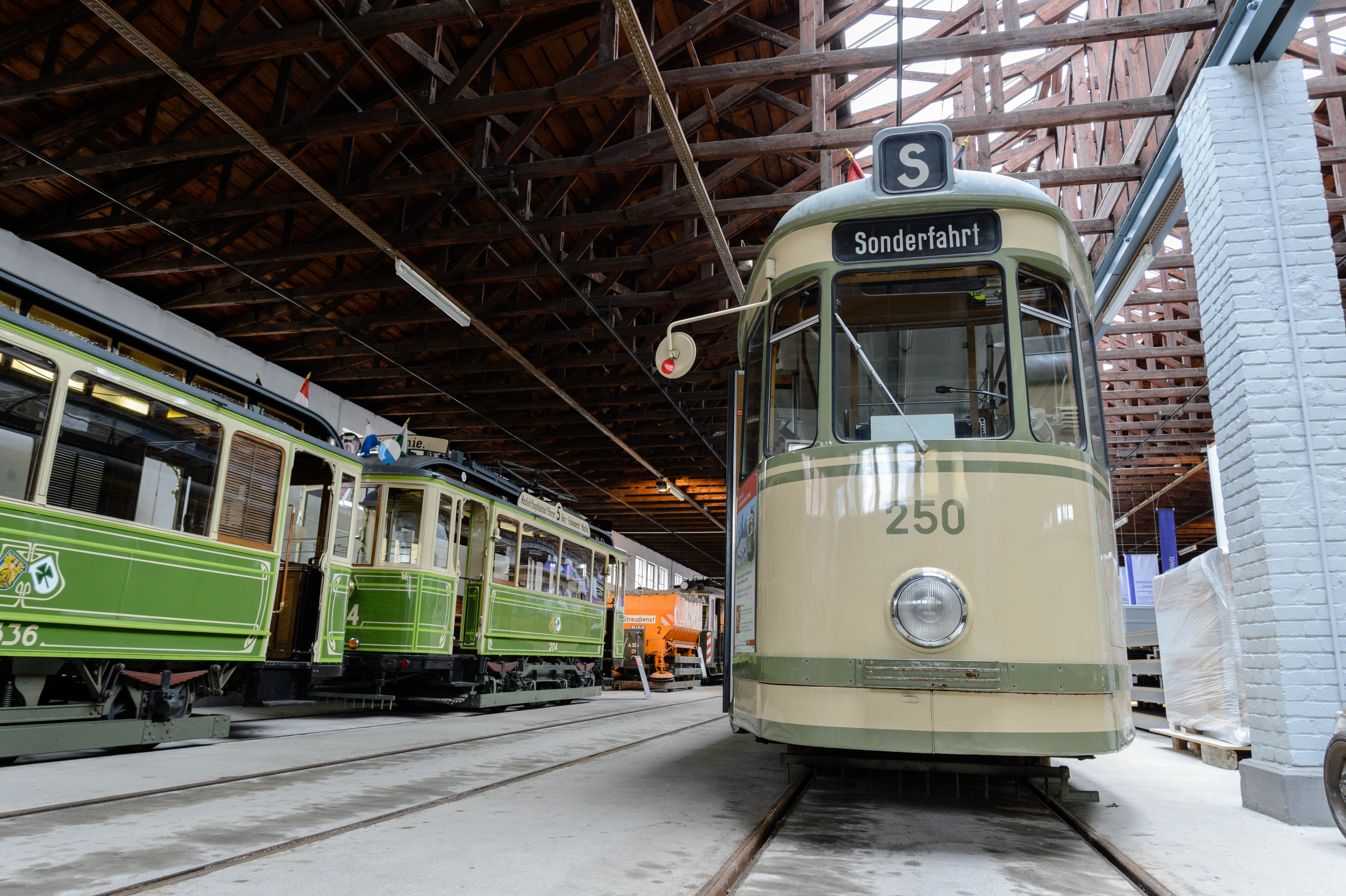
In der Fahrzeughalle (2019)

Triebwagen 877

Zug der „Burgringlinie 15“ am Hauptbahnhof

Die Ausstellung des Museums wurde am 16. Mai 1985 im Rahmen des 150-jährigen Jubiläums der Eisenbahn in Deutschland eröffnet. Eine Überarbeitung des Ausstellungsraumes erfolgte für die am 18./19. Mai 1996 stattfindenden Feierlichkeiten „100 Jahre elektrisch durch Nürnberg und Fürth“, wobei die einzelnen Themenausstellungen laufend erweitert und überarbeitet werden.

### Ausstellung
Ziel der Einrichtung ist die Präsentation der Geschichte der Straßenbahn Nürnberg mittels originalen Fahrzeugen und -dokumenten, technischer Gegenstände und anderer Exponate.
Feste Ausstellungen gibt es zu den Themen Stadtbus Nürnberg, Dienstkleidung, Die Straßenbahn zwischen 1933 und 1945, Entwicklung der Straßenbahn, Infrastruktur, Straßenbahnen der Welt, Strom für die Straßenbahn, Werkstätten und Vom Adler zur U-Bahn. Ferner werden zwei Modellstraßenbahnanlagen in den Maßstäben 1:22,5 (Spur G) sowie 1:87 (Spur H0) gezeigt. In einem umgebauten Straßenbahntriebwagen aus dem Jahr 1935 befindet sich ein Kino, ein Beiwagen von 1955 ist Teil des „Straßaboh-Cafés“.

### Fuhrpark
Das Museum zeigt beginnend mit dem ersten Pferdebahnwagen aus dem Jahr 1881 die wichtigsten und schönsten Straßenbahnfahrzeuge bis in die Gegenwart. Alle nach 1904 gebauten Wagen sind nahezu ausnahmslos für den Fahrgastbetrieb zugelassen und werden zu Sonderfahrten eingesetzt. Insgesamt gehören 32 Fahrzeuge zum Museumsbestand, wobei ca. 20 in der Ausstellung besichtigt werden können. Ergänzt wird der Fuhrpark durch die vier historischen Omnibusse MAN MP, Krauss-Maffei KMS 120, Büssing Präfekt 12D und MAN SL 202 CNG (der erste erdgasbetriebene Omnibus Deutschlands). Alle Fahrzeuge gehören der VAG, lediglich die Busse MAN SL 202 CNG (Wagen 135) und Krauss-Maffei KMS 120 befinden sich im Vereinsbesitz.

## Historischer Fahrbetrieb

### Straßenbahn
- Linie 24 (ehemals Linie 11) Glühweinfahrten (Verkehrstage: November/Dezember)

Stadtrundfahrt mit den Nürnberger Glühweinfahrten: Weihnachtlich geschmückte Straßenbahn-Oldtimer von 1940 bis 1960 fahren durch die Südstadt und um Nürnbergs historische Altstadt. Während der Fahrt werden Elisenlebkuchen und Glühwein serviert. Ein Schaffner erzählt Geschichte und Geschichten zu Sehenswürdigkeiten links und rechts der Strecke. Die Liniennummer wurde im Zuge der Einführung einer Linie 11 im Regelbetrieb Ende 2023 geändert. Strecke: Hauptbahnhof – Scheurlstr – Hauptbahnhof – Rathenauplatz – Tiergärtnertor – Plärrer – Aufseßplatz – Hauptbahnhof
- Linie 13 Stadtrundfahrten (Verkehrstage: jeden Montag von Mai–September)

Stadtführung mit Gästeführer in der Linie 13 und wer will kann danach mit dem Gästeführer zum Hauptmarkt spazieren und das Männleinlaufen an der Frauenkirche bewundern oder mit der Bahn vom Hallertor zurück zum Hauptbahnhof fahren. Strecke: Hauptbahnhof – Doku-Zentrum – Historisches Straßenbahndepot St. Peter – Plärrer – St. Johannisfriedhof – Hallertor.
- Linie 15 Burgringlinie (Verkehrstage: jedes erste Wochenende im Monat: Februar–Dezember)

Mit Oldtimern auf Zeitreise: Jedes erste Wochenende lädt die Burgringlinie 15 zum Mitfahren ein. Strecke: Historisches Straßenbahndepot St. Peter – Plärrer – Tiergärtnertor – Hauptbahnhof – Doku-Zentrum – Historisches Straßenbahndepot St. Peter
- Linie F / V Volksfest (Verkehrstage: einzelne Tage während des Frühlings-/Herbstvolksfestes)

Der Süddeutsche Schaustellerverband lädt ein zu einer Fahrt mit der Oldtimerstraßenbahn direkt zum Volksfest. Strecke: Christuskirche – Hauptbahnhof – Doku-Zentrum – Christuskirche.

### Omnibus
- Linie 75 Themenfahrt (Verkehrstage: jeden ersten Sonntag im Monat: März–November)

Mit Oldtimerbussen aus den Jahren 1959 bis 1987 auf Entdeckungstour. Monatlich werden mit den Themenfahrten unterschiedliche Ziele in Nürnberg und Umland angesteuert. Die Strecke variiert.

## Trägerverein
Die Freunde der Nürnberg-Fürther Straßenbahn e. V. sind ein gemeinnütziger Verein mit Sitz in Nürnberg, der sich der Sammlung und Pflege historischer Straßenbahnen widmet. Ziele des Vereins sind laut Satzung der Erhalt und die Restaurierung historischer Nürnberger und Fürther Verkehrsmittel, deren Dokumentierung in einem Archiv, ihre Präsentation im „Historischen Straßenbahndepot St. Peter“ sowie die Durchführung von Rundfahrten mit den historischen Fahrzeugen der VAG. Dreimal jährlich (im Februar, Juni und Oktober) erscheint die Vereinszeitschrift „Die Straßaboh“.
Der Verein wurde am 12. März 1976 von Wolfgang Würth, einem Bus- und Straßenbahnfahrer der VAG, gegründet. 1979 bezog der Verein den ehemaligen Schulungsraum des 1974 geschlossenen Straßenbahnwerks St. Peter und eröffnete am 16. Mai 1985 die Museumsausstellung im ehemaligen Depotgebäude. Seit 7. August 1989 existiert ein Kooperationsvertrag zwischen dem Verein und der VAG über Betrieb und Nutzung des Historischen Straßenbahndepots St. Peter sowie über den Arbeitseinsatz von Vereinsmitgliedern. Dies wurde möglich, da der Verkehrsbetrieb den hohen Nutzen des Museums für seine Öffentlichkeitsarbeit erkannt hat und auf diese Weise der Bevölkerung und den Fahrgästen seine historischen Wurzeln präsentieren möchte.